# Vasilis Katsoupis
Vasilis Katsoupis (griechisch Βασίλης Κατσούπης; * 1977 in Volos) ist ein griechischer Regisseur.

## Leben und Karriere
Katsoupis studierte Medienwissenschaften in England und machte seinen Master in Filmregie. Später unterrichtete er drei Jahre lang in dem neu eingeführten Studienfach Film der Aristoteles-Universität Thessaloniki. 
Heute lebt und arbeitet Katsoupis in Athen, wo er für das griechische Unternehmen Filmiki Productions unter anderem Werbefilme produziert; dafür benutzt er auch das Pseudonym Dip Yadeep.
Sein erster Film My Friend Larry Gus dokumentiert die Karriere des griechischen Musikers Larry Gus über einen Zeitraum von fünf Jahren. Katsoupis nahm dessen Alltag und seine Live-Auftritte in Veria, Mailand, New York und Athen auf. Für Gus' Band drehte Katsoupis auch Musikvideos. Aus dem umfangreichen Videomaterial entstand sein Film. Dieser Dokumentarfilm feierte seine Premiere im Juli 2015 auf dem tschechischen Internationalen Filmfestival Karlovy Vary.
Der Film Inside, eine griechisch-deutsch-belgische Koproduktion, ist sein Spielfilmdebüt. Katsoupis sagte in einem Interview, dass er diesen Film genau so drehen konnte, wie er es sich vorgestellt hatte, und dankte besonders dem Hauptdarsteller Willem Dafoe für dessen Vertrauen in diesen Film. Gedreht wurde Inside in den Kölner MMC-Studios, das Drehbuch für den Psychothriller ist von Ben Hopkins nach einer Idee von Katsoupis geschrieben worden.

## Auszeichnungen
Katsoupis Film Inside feierte auf der 73. Berlinale 2023 in der Sektion Panorama Weltpremiere. Der Film wurde für den Panorama Publikumspreis nominiert. 

## Filmografie
- My Friend Larry Gus (2015)
- Inside (2023)